# Крезам (Пиза)
Крезам је насеље у Италији у округу Пиза, региону Тоскана.
Према процени из 2011. у насељу је живело 75 становника. Насеље се налази на надморској висини од 4 м.